# Eurytomocharis coromandalicus
Eurytomocharis coromandalicus är en stekelart som beskrevs av Durgadas Mukerjee 1981. Eurytomocharis coromandalicus ingår i släktet Eurytomocharis och familjen kragglanssteklar. Inga underarter finns listade i Catalogue of Life.